# بخش باغ صفا
بخش باغ صفا، یکی از بخش‌های شهرستان سرچهان در استان فارس ایران است. مرکز این بخش، شهر باغ صفا است.

## تقسیمات کشوری
- بخش باغ صفا
  - دهستان ارژنگ
  - دهستان باغ صفا

شهر: باغ صفا

## جمعیت
بر پایه سرشماری عمومی نفوس و مسکن در سال ۱۳۹۵، جمعیت بخش باغ صفا برابر با ۶٬۴۳۸ نفر بوده است.